# Gisulf
Gisulf – książę Spoleto w latach 759–761.
W 758 Dezyderiusz po stłumieniu buntu księcia Alboina, przejął kontrolę nad księstwem Spoleto do kwietnia roku następnego, gdy wyznaczył Gisulfa do zarządzania księstwem w jego imieniu. Gisulf rządził do 761, gdy zmarł lub został usunięty. Między wrześniem 762 a marcem 763 zastąpił go Teodyk, kolejny zwolennik Dezyderiusza.